# American III: Solitary Man
American III: Solitary Man es el trigésimonoveno álbum que el cantante country Johnny Cash hace en el sello American Recordings, el álbum fue lanzado en el 2000 después del sorprendente éxito que tuvo su CD anterior Unchained y el box set Love, God and Murder.
Entre Unchained y este álbum, la salud de Cash estuvo en peligro por la ingestión de varios alimentos, así que lo internaron en un hospital por neuropatía, La enfermedad hizo que Cash tuviera que cortar seriamente su gira.

En este álbum se encuentra la canción "I Won't Back Down" (No me echare para atrás) que fue puesta en este álbum en respuesta a la enfermedad que tenía. En este álbum también se encuentra la canción "One", de la banda U2.

Al igual que los otros 2 álbumes que Cash ha hecho en American Recordings, este también fue merecedor de un Grammy por mejor cantante country hombre por la clásica versión de la canción "Solitary Man" de Neil Diamond.

## Canciones
1. «I Won't Back Down» – 2:09
(Tom Petty y Jeff Lynne)
Grabada originalmente por Petty para su CD Full Moon Fever de 1989
2. «Solitary Man» – 2:25
(Neil Diamond)
Grabada originalmente por Diamond como una canción publicitaria en 1966
3. «That Lucky Old Sun (Just Rolls Around Heaven All Day)» – 2:35
(Haven Gillespie y Harry Beasely Smith)
Originalmente es un éxito del cantante Frankie Laine en 1949
4. «One» – 3:53
(Bono, Adam Clayton, The Edge y Larry Mullen)
Grabada originalmente por U2 para su CD Achtung Baby en 1991
5. «Nobody» – 3:14
(Egbert Williams)
Grabada originalmente por Williams en 1906
6. «I See a Darkness» – 3:42
(Will Oldham)
Grabada originalmente por Oldham para el CD I See a Darkness en 1999
7. «The Mercy Seat» – 4:35
(Nick Cave y Mick Harvey)
Grabada originalmente por Cave para el CD Tender Prey en 1988
8. «Would You Lay with Me (in a Field of Stone)» – 2:41
(David Allen Coe)
Grabada originalmente por Tanya Tucker para el álbum del mismo nombre en 1974
9. «Field of Diamonds» – 3:15
(Cash y Jack Routh)
Grabada originalmente por Cash y Waylon Jennings para el CD Heroes en 1986
10. «Before My Time» – 2:55
(Cash)
11. «Country Trash» – 1:47
(Cash)
Grabada originalmente por Cash para el CD Any Old Wind That Blows en 1973
12. «Mary of the Wild Moor» – 2:32
(Dennis Turner)
Grabada originalmente por The Louvin Brothers para el CD Tragic Songs of Life en 1956
13. «I'm Leaving Now» – 3:07
(Cash)
Grabada originalmente por Cash para el CD Rainbow en 1985
14. «Wayfaring Stranger» – 3:19
Es una antigua canción que ha sido cantada por innumerables artistas a través de los años.

## Personal
- Johnny Cash - Vocalista y Guitarra
- Martyn Atkins - Fotografía
- Norman Blake - Guitarra
- Billy Bowers - Edición Digital
- Mike Campbell - Guitarra
- John Carter Cash - Productor asociado
- June Carter Cash - Vocalista en la canción 9
- Laura Cash - Fiddle
- Lindsay Chase - Coordinador de Producción
- Danny Clinch - Fotografía
- David Coleman - Dirección de Arte
- Sheryl Crow - Vocalista de la canción 9, Acordeón en las canciones 12 y 14
- Richard Dodd - Técnico adicional
- David Ferguson - Técnico y Mezclador
- Merle Haggard - Guitarra y Vocalista de la canción 13
- Will Oldham - Vocalista de la canción 6
- Larry Perkins - Guitarra
- Tom Petty - Vocalista y Órgano en la canción 1 y Vocalista en la canción 2
- Lou Robin - Supervisor
- Rick Rubin - Productor
- D. Sardy - Técnico adicional
- David Schiffman - Técnico adicional y Mezclador de la canción 9
- Eddie Schreyer - Masterización
- Randy Scruggs - Guitarra
- Marty Stuart - Guitarra
- Benmont Tench - Piano, Órgano y Harmonium
- Chuck Turner - Edición Digital

## Posicionamiento
Álbum - Billboard (América del Norte)
| Año  | Tabla           | Posición |
| ---- | --------------- | -------- |
| 2000 | Álbumes Country | 11       |
| 2000 | Álbumes Pop     | 88       |